# ساکای توشیهیکو
ساکای توشیهیکو ((به ژاپنی: 堺 利彦 Sakai Toshihiko); ۲۵ نوامبر ۱۸۷۱ – ۲۳ ژانویهٔ ۱۹۳۳) روزنامه‌نگار، سردبیر، سیاستمدار اهل ژاپن بود.